# 가네다 마미
가네다 마미(일본어: 金田 真美, 1968년 3월 9일 ~ )는 일본의 은퇴한 여자 축구 선수이다.

## 국가대표팀 경력
그녀는 1984년 10월 22일 오스트레일리아과의 경기에서 일본 국가대표팀에 데뷔했다. 그녀는 1986년까지 국제 A매치 3경기에 출전했다.

## 통계
| 일본 | 일본 | 일본 |
| 연도 | 출전 | 득점 |
| ---- | ---- | ---- |
| 1984 | 2    | 0    |
| 1985 | 0    | 0    |
| 1986 | 1    | 0    |
| 통산 | 3    | 0    |